# Luís Vaz Pereira Pinto Guedes
Luís Vaz Pereira Pinto Guedes ComC • ComTE (Vila Real, 10 de Agosto de 1770 – 10 de Maio de 1841), foi um nobre e militar português, que se distinguiu na Guerra Peninsular e na Guerra Civil Portuguesa.

## Biografia
Foi moço fidalgo por alvará de 20 de Dezembro de 1778, comendador das ordens de Cristo e da Torre e Espada, brigadeiro do exército.
Assentou praça como cadete no Regimento de Cavalaria de Chaves, em 6 de Abril de 1784 e foi promovido a alferes em 16 de Novembro de 1792. Deixando o serviço militar quando Junot entrou em Portugal, tomou parte activa na revolução de 1808 contra os franceses, e sendo em Outubro desse ano elevado a capitão, passou a servir de ajudante ao general Manuel Pinto de Morais Bacelar (1.º visconde de Monte Alegre) e ao lado deste se conservou durante todo o tempo da guerra da península, e ainda depois no governo da Beira, até que pelo falecimento daquele general, sendo já então tenente-coronel, foi colocado no regimento de cavalaria n.º 2 para o qual foi promovido a coronel em 1820.
Mais tarde, tendo-lhe sido dada a graduação de brigadeiro em 1823, achava-se em Trás-os-Montes quando, em Julho de 1826, chegou a Portugal o ministro Carlos Stuart com a Carta Constitucional, que D. Pedro outorgara, e resolvido o partido absolutista a opor-se pela força das armas ao estabelecimento do regime liberal no nosso país, foi ele quem levantou o primeiro grito da revolta.
Foi feito 2.º Visconde de Montalegre, em sucessão a seu sogro o 1.º Visconde, por Decreto de 3 de julho de 1823.
No tempo do governo de D. Miguel voltou o visconde à pátria e sendo-lhe então dada a efectividade do posto de brigadeiro e promovido depois a marechal de campo, exerceu várias comissões, entre as quais se contam a de presidente da comissão mista e a de governador da praça de Valença.
Em 1823 era comandante militar em Trás-os-Montes. Viria a estar envolvido em vários combates que se deram no seu tempo, nomeadamente no desembarque do Mindelo, no ataque ao Porto e, como comandante da sua facção, na Batalha de Ponte Ferreira e na batalha da Asseiceira.

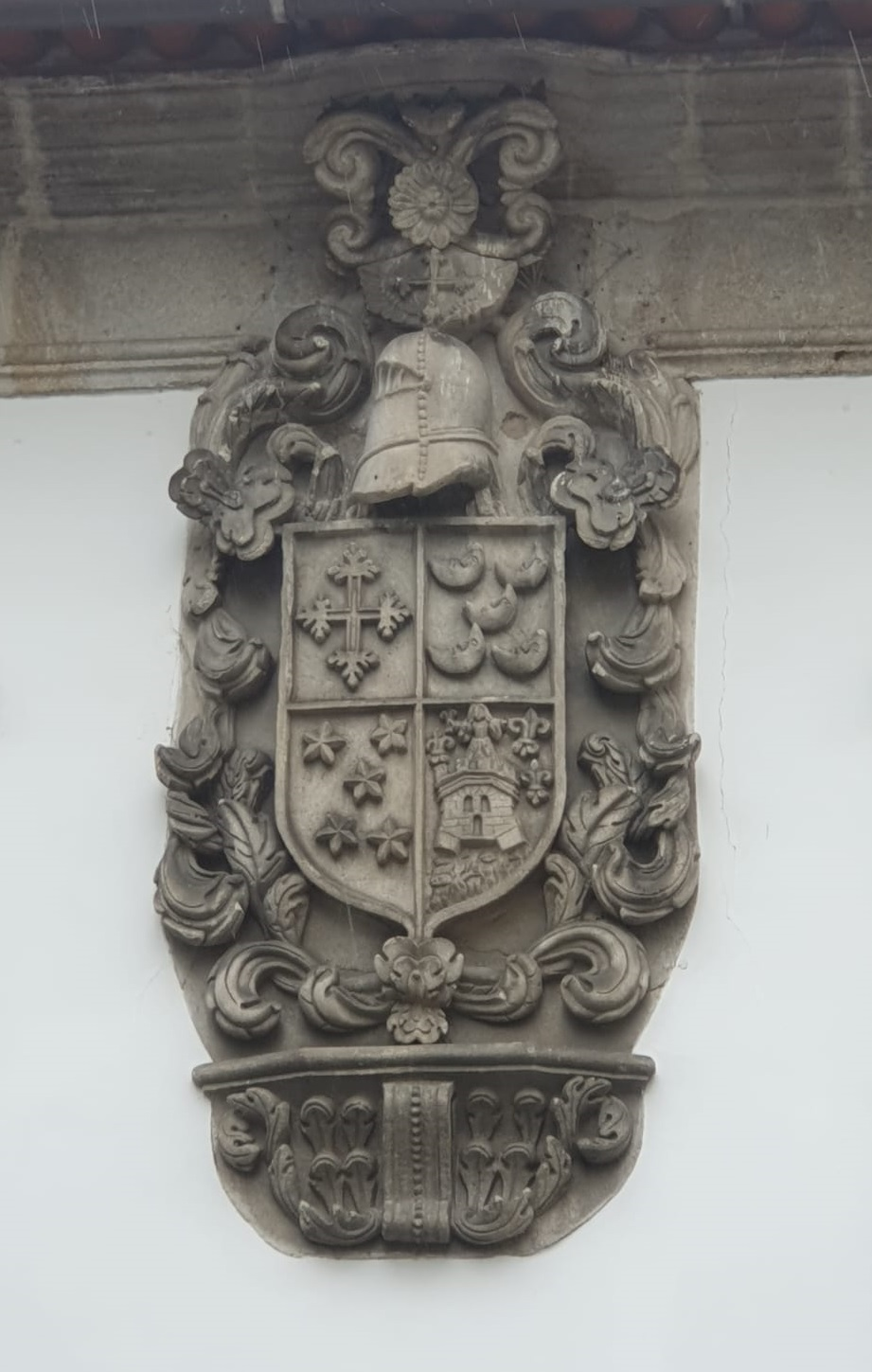
Brasão de armas dos Vaz Guedes Pereira Pinto, na fachada da Casa do Arco, em Vila Real

Em outubro de 1834, pouco depois de terminada a Guerra Civil Portuguesa, estando por isso já derrotadas as tropas miguelistas, foi demitido do Exército.
Foi condecorado com a cruz de campanha da Guerra Peninsular.
Escreveu:
- Memoria e esposicao autentica da conduta civil e militar, desde 1821 até 1823, N. Imp. J.N. Esteves, Lisboa, 1833.[7]

## Família
O 2.º Visconde de Montalegre era irmão de José Vaz Pereira Pinto Guedes, 1.º Visconde de Vila Garcia.
Outros membros da sua família, como seu cunhado e primo, Bento de Queiroz Pereira Pinto Serpe e Melo, e seu sobrinho, D. Miguel Vaz Guedes de Ataíde Azevedo e Brito, foram também militares, ambos combatentes na guerra peninsular e o segundo participando ainda na revolta anti-liberal, liderada pelo 1.º Marquês de Chaves e 2.º Conde de Amarante, que teve lugar em Vila Real, em 23 de fevereiro de 1823.
Luís Vaz Pereira Pinto Guedes era o 4.º filho de:
- Miguel Antonio Vaz Guedes Pereira Pinto, Fidalgo da Casa Real,[12][13] senhor do Morgado do Arco (Vila Real),[4] e dos Morgadios de S. Miguel e de Montebelo, no Fundão,[14] com Francisca Margarida Leocádia Pereira Pinto de Magalhães (casaram em 10 de outubro de 1756),[15] filha de José Caetano Teixeira de Magalhães e Lacerda e de Filipa Antonia Teresa Bernarda Pereira Pinto.

Casado com:
- Maria Inês Cândida Pinto Bacelar,[16] viscondessa de Montalegre, filha do 1.º visconde de Montalegre, Manuel Pinto de Morais Bacelar, e Joana Delfina van Zeller Teixeira de Andrade Pinto.

Tiveram:
- Eugénia Augusta Pereira Pinto Guedes Bacelar
- Francisco Pereira Pinto Guedes Bacelar, 3.º visconde de Montalegre.
- Manuel Pinto Vaz Guedes Bacelar Sarmento Pereira de Morais Pimentel, 4.º visconde de Montalegre, casado com Ana Carolina Vaz Guedes Pereira Pinto Teles de Menezes.
- Carolina Amália Pereira Pinto Guedes Bacelar casada com Gaspar Ribeiro de Vasconcelos e Almeida Pinto de Morais.